# Mick Wallace
Mick Wallace (nascido em 9 de novembro de 1955) é um político irlandês e ex-promotor imobiliário que é membro do Parlamento Europeu (MEP) da Irlanda pelo círculo eleitoral do Sul desde julho de 2019. Ele é membro do Independents 4 Change, parte da Esquerda Unitária Europeia – Esquerda Verde Nórdica. Ele foi um Teachta Dála (TD) pelo eleitorado de Wexford de 2011 a 2019.
Antes de entrar na política, Wallace era dono de uma empresa de desenvolvimento e construção imobiliária que realizou empreendimentos como o Bairro Italiano na área de Ormond Quay nos cais de Dublin. A empresa mais tarde entrou em liquidação, sendo declarada como falida em 19 de dezembro de 2016.
Em 2007, Wallace fundou o Wexford Youths FC, que dirigiu nas suas três primeiras temporadas, e é o presidente do conselho. O clube está na Primeira Divisão da Liga da Irlanda.